# Chthonerpeton arii
Chthonerpeton arii är en groddjursart som beskrevs av Paulo Cascon och Lima-Verde 1994. Chthonerpeton arii ingår i släktet Chthonerpeton och familjen Caeciliidae. IUCN kategoriserar arten globalt som otillräckligt studerad. Inga underarter finns listade i Catalogue of Life.